# Bert Smallenbroek
Albert Gerhard (Bert) Smallenbroek (Elburg, 31 oktober 1936) is een Nederlandse voormalige burgemeester.

## Leven en werk

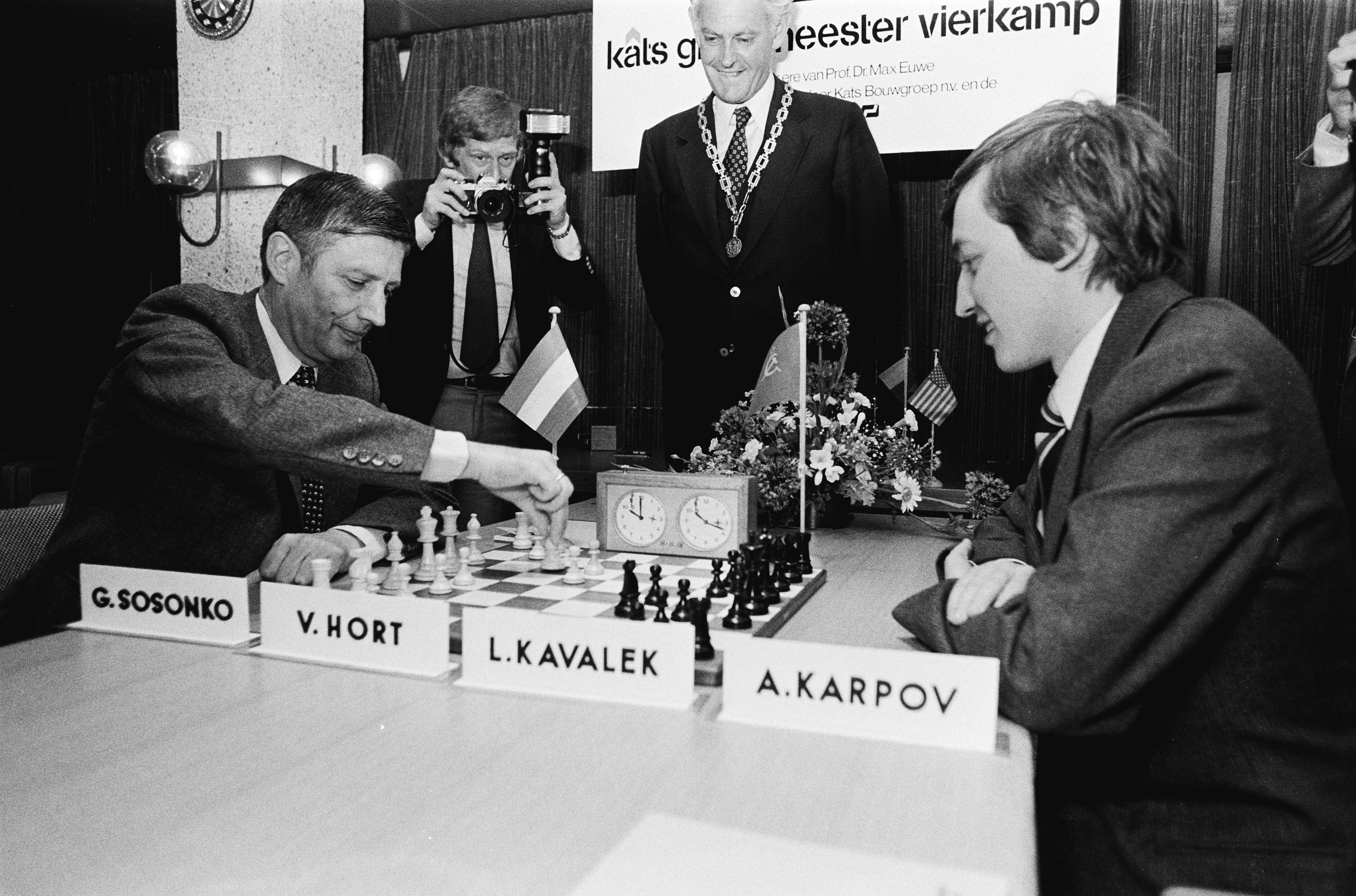
Smallenbroek tussen Van Agt en Karpov (Waddinxveen, 1979)

Smallenbroek werd in 1936 te Elburg geboren als zoon van de latere minister van Binnenlandse Zaken Jan Smallenbroek en van Janna Harmina Buning. Hij studeerde rechten en notariaat aan de Vrije Universiteit te Amsterdam. Na zijn studie was hij werkzaam als kandidaat-notaris in Putten en daarna als gemeenteambtenaar in Utrecht. In 1971 werd hij benoemd tot burgemeester van Harmelen. Na vijf jaar verruilde hij in 1976 deze functie voor het burgemeesterschap van Waddinxveen (waar hij onder meer in 1979 een schaakvierkamp met Karpov, Sosonko, Hort en Kavalek wist te organiseren). Weer vijf jaar later werd hij benoemd tot burgemeester van Smallingerland. In deze gemeente rees een vertrouwenskwestie met de gemeenteraad. De directe aanleiding om het vertrouwen in de burgemeester op te zeggen was de zogenaamde "Zwolse affaire", een avondje "stappen" met zijn collega Sytze Faber in Zwolle. Er bestond al langer wrevel bij de raadsleden over de wijze waarop Smallenbroek zijn burgemeestersfunctie uitoefende, maar dit was "de druppel, die de emmer deed overlopen". Aanvankelijk weigerde Smallenbroek om aan het oordeel van de raad consequenties te verbinden. Uiteindelijk besloot hij om per 31 december 1988 zijn ontslag als burgemeester in te dienen. In 1991 werd Smallenbroek voorzitter van de commissie Sanering Ziekenhuisvoorzieningen. In 1992 besloot hij zijn functie neer te leggen vanwege een gebrek aan vertrouwen in zijn voorzitterschap bij de overige leden.
Smallenbroek was lid van de ARP en werd daarna lid van het CDA. Hij behoorde in het begin van de jaren tachtig van de 20e eeuw tot de leden van het CDA, die zich verzetten tegen de plaatsing van kruisraketten in Nederland en was een van de oprichters van het comité van CDA'ers tegen deze plaatsing.